# Đái (nước)
Đái có phiên âm khác là Đới (tiếng Trung: 戴; bính âm: Dài) là một nước chư hầu thời Xuân Thu trong lịch sử Trung Quốc. Quốc quân họ Tử, tước vị công tước, vì là hậu duệ của Ân Thương nên được nhà Chu phân phong ở Đái Thành nay thuộc khu vực huyện Dân Quyền và huyện Lan Khảo tỉnh Hà Nam.
Năm 713 TCN, Trịnh Trang công cùng Tề Hy công và công tử Huy nước Lỗ hội binh đánh Tống. Quân Trịnh lần lượt đánh chiếm đất Cáo và đất Phòng của Tống, đều đem cho nước Lỗ. Tống liên minh với nước Vệ, nước Sái chống lại. Tháng 7 năm đó, Tống Thương công và Vệ Tuyên công lấy cớ tiến vào nước Đái vốn là thuộc quốc của nước Trịnh. Sau đó liên quân Tống-Vệ-Sái có bất hòa, Trịnh Trang công thừa cơ tiến vào diệt luôn nước Đái, rồi kéo quân đánh bại liên quân Tống-Vệ-Sái đang vây hãm đô thành của nước này.

## Vua nước Đái
| Thụy hiệu          | Họ tên       | Thời gian trị vì    | Ghi chú                               |
| ------------------ | ------------ | ------------------- | ------------------------------------- |
| đời trước không rõ |              |                     |                                       |
| Đái Thúc Trẫm      | Tử Trẫm      |                     |                                       |
| Đái Thúc Khánh Phụ | Tử Khánh Phụ |                     |                                       |
| đời sau chưa rõ    |              |                     |                                       |
|                    |              | thời Chu Hoàn Vương | 713 TCN bị Trịnh Trang Công tiêu diệt |